# Erland Almkvist
Erland Herman Lison Almkvist (* 2. September 1912 in Stockholm; † 20. September 1999 in Lidingö) war ein schwedischer Segler.

## Erfolge
Erland Almkvist, der Mitglied im Kungliga Svenska Segelsällskapet war, nahm in der Bootsklasse Drachen an den Olympischen Spielen 1952 in Helsinki teil. Er war dabei neben Sidney Boldt-Christmas Crewmitglied von Skipper Per Gedda. Mit der Tornado gewannen sie eine der insgesamt sieben Wettfahrten und belegten mit 5555 Punkten den zweiten Platz hinter Thor Thorvaldsens Pan aus Norwegen und vor Theodor Thomsens Gustel X aus Deutschland, womit sie die Silbermedaille erhielten.